# Liste der denkmalgeschützten Objekte in Ranten
Die Liste der denkmalgeschützten Objekte in Ranten enthält die 13 denkmalgeschützten, unbeweglichen Objekte der österreichischen Gemeinde Ranten im steirischen Bezirk Murau.

## Denkmäler
| Foto |                 | Denkmal | Standort                                  | Beschreibung | Metadaten |
| ---- | --------------- | --- | ----------------------------------------- | --- | --- |
| ja   | Datei hochladen | Kath. Pfarrkirche hl. Bartholomäus HERIS-ID: 51767 Objekt-ID: 57543                                            | Ranten Standort KG: Ranten                | Bemerkenswert sind die Fresken aus der Reformationszeit an der südlichen Außenwand | BDA-Hist.: Q38047497 Status: § 2a Stand der BDA-Liste: 2025-06-30 Name: Kath. Pfarrkirche hl. Bartholomäus GstNr.: .3 Pfarrkirche hl. Bartholomäus, Ranten         |
| ja   | Datei hochladen | Friedhof mit Karner hl. Michael und Friedhofskreuz HERIS-ID: 93326 Objekt-ID: 108342                           | Ranten Standort KG: Ranten                | Der Karner ist ein gotischer Achteckbau mit einem Zeltdach. | BDA-Hist.: Q37761964 Status: § 2a Stand der BDA-Liste: 2025-06-30 Name: Friedhof mit Karner hl. Michael und Friedhofskreuz GstNr.: 52, .2 Friedhof Ranten          |
| ja   | Datei hochladen | Pfarrhof mit Wirtschaftsgebäude HERIS-ID: 51766 Objekt-ID: 57542                                               | Ranten 1 Standort KG: Ranten              | Der Pfarrhof ist ein zwei- bis dreigeschoßiger, mit einem Schopfwalmdach gedeckter Bau aus dem 16. Jahrhundert. Umbauten erfolgten 1670, 1713 und 1958. An der Südseite ein Johann-Nepomuk-Fresko, das mit 1713 datiert ist. Barocke Fensterkörbe, drei figürliche Römersteine sowie ein Inschriftenstein. | BDA-Hist.: Q38047484 Status: § 2a Stand der BDA-Liste: 2025-06-30 Name: Pfarrhof mit Wirtschaftsgebäude GstNr.: .1 Ranten Pfarrhof                                 |
| ja   | Datei hochladen | Speckenkreuz HERIS-ID: 57383 Objekt-ID: 67384                                                                  | bei Ranten 22 Standort KG: Ranten         | | BDA-Hist.: Q38076253 Status: Bescheid Stand der BDA-Liste: 2025-06-30 Name: Speckenkreuz GstNr.: 149                                                               |
| ja   | Datei hochladen | Wasserloadkreuz HERIS-ID: 93532 Objekt-ID: 108574                                                              | bei Ranten 137a Standort KG: Ranten       | | BDA-Hist.: Q37762515 Status: § 2a Stand der BDA-Liste: 2025-06-30 Name: Wasserloadkreuz GstNr.: 415/3                                                              |
| ja   | Datei hochladen | Kalvarienbergkapelle HERIS-ID: 93525 Objekt-ID: 108564                                                         | südlich Ranten Standort KG: Ranten        | Die Kalvarienbergkapelle wurde 1847 erbaut und 1977 restauriert. Innen in Kruzifix aus der Judenburger Werkstätte des Balthasar Prandtstätter. | BDA-Hist.: Q37762501 Status: § 2a Stand der BDA-Liste: 2025-06-30 Name: Kalvarienbergkapelle GstNr.: .149 Ranten Kalvarienbergkapelle                              |
| ja   | Datei hochladen | Kath. Filialkirche Maria Schutz, Rinegg HERIS-ID: 95229 Objekt-ID: 110511                                      | südöstlich Rinegg 12b Standort KG: Rinegg | Die Wallfahrtskirche Maria Schutz am Moserpichl wurde 1947 bis 1950 als Messkapelle für das bis dahin kirchenlose Rinegg und als Kriegerdenkmal errichtet. Bis zur Auflösung der Volksschule gab es wöchentliche Messen. Die Kirche gehört zur Pfarre Ranten und ist beliebt für Hochzeiten.               | BDA-Hist.: Q37765886 Status: § 2a Stand der BDA-Liste: 2025-06-30 Name: Kath. Filialkirche Maria Schutz, Rinegg GstNr.: .220 Wallfahrtskirche Maria Schutz, Rinegg |
| ja   | Datei hochladen | Messkapelle Maria-Hilf Pistrachkapelle HERIS-ID: 46834 Objekt-ID: 49094                                        | bei Seebach 54 Standort KG: Seebach       | Die Pistrachkapelle wurde 1755 erbaut. Aus der gleichen Zeit stammen der Marienaltar und einige gleichzeitige Bilder der 14. Nothelfer und der Evangelisten. | BDA-Hist.: Q38024055 Status: § 57-Mandatsbescheid Stand der BDA-Liste: 2025-06-30 Name: Messkapelle Maria-Hilf Pistrachkapelle GstNr.: .45 Ranten Pistrachkapelle  |
| ja   | Datei hochladen | Rottenmanner-Kreuz HERIS-ID: 93563 Objekt-ID: 108608                                                           | Tratten Standort KG: Tratten              | | BDA-Hist.: Q37762549 Status: § 2a Stand der BDA-Liste: 2025-06-30 Name: Rottenmanner-Kreuz GstNr.: 458/1 Rottenmanner-Kreuz, Tratten                               |
| ja   | Datei hochladen | Mautner-Kreuz HERIS-ID: 93658 Objekt-ID: 108719                                                                | Tratten Standort KG: Tratten              | | BDA-Hist.: Q37762705 Status: § 2a Stand der BDA-Liste: 2025-06-30 Name: Mautner-Kreuz GstNr.: .96 Mautner Kreuz, Ranten                                            |
| ja   | Datei hochladen | Bauernhaus Gartlerhof (Gartelhof), ehem. Amtshof des Bistums Lavant HERIS-ID: 93323 Objekt-ID: 108339seit 2013 | Tratten 60 Standort KG: Tratten           | Der Gartlerhof ist der ehemalige Amtshof des Bistums Lavant. Der Hof ist der Geburtsort des Geographen Martin Zeiller. Es existieren noch Reste barocker Bemalung aus der Zeit um 1750. Das Gebäude verfällt.                                                                                              | BDA-Hist.: Q37761954 Status: Bescheid Stand der BDA-Liste: 2025-06-30 Name: Bauernhaus Gartlerhof (Gartelhof), ehem. Amtshof des Bistums Lavant GstNr.: 174/3      |
| ja   | Datei hochladen | Sog. Gartlerkreuz HERIS-ID: 60023 Objekt-ID: 71807                                                             | bei Tratten 60 Standort KG: Tratten       | | BDA-Hist.: Q38089740 Status: Bescheid Stand der BDA-Liste: 2025-06-30 Name: Sog. Gartlerkreuz GstNr.: 174/3                                                        |
| ja   | Datei hochladen | Rottenmanner-Kapelle HERIS-ID: 93569 Objekt-ID: 108614                                                         | bei Tratten 177 Standort KG: Tratten      | | BDA-Hist.: Q37762565 Status: § 2a Stand der BDA-Liste: 2025-06-30 Name: Rottenmanner-Kapelle GstNr.: .90/2 Rottenmanner Kapelle, Tratten                           |